# Pallati me kuba
Pallati me kuba ist ein Appartementhaus in der albanischen Hauptstadt Tirana. Das 1972 errichtete Gebäude ist seit 2015 ein Kulturdenkmal der zweiten Kategorie. Es wurde vom Künstler und Architekten Maks Velo geplant.
Das Gebäude trägt verschiedene Namen. „Pallati me kuba“ ist als Appartementhaus mit Kuben zu übersetzen. Häufig wird bei Übersetzungen auch die Bezeichnung Palast verwendet, was in diesem Fall aber nicht zutreffend ist. Andere Bezeichnungen verweisen auf den Architekten Velo, insbesondere zu Beginn auf die Lage neben dem – ehemaligen – Warenhaus MAPO („Banesa pranë mapos“) respektive an der Dibra-Straße (Rruga e Dibrës) oder später auf den prominenten Bewohner Ismail Kadare („Pallati i Kadaresë“).
Das Pallati me kuba liegt im Stadtzentrum in nächster Nähe zum Skanderbeg-Platz. Der Bau hat fünf Obergeschosse und eine Ladenzeile im Erdgeschoss. Markant sind die namensgebenden, aus der Fassade herausstehenden Kuben, bei denen es sich zum Teil um Balkone, zum Teil um eine Art Erker handelt. Oben wird die Fassade durch eine kleine Balustrade abgeschlossen. Als wohl einziges Gebäude des staatlichen Wohnbaus verfügten die Wohnungen über einen Kamin.
Das Pallati me kuba gilt als eines von wenigen modernistischen Gebäuden aus kommunistischer Zeit in Albanien. Es ist ein namhafter Zeuge neuen Bauens in Albanien in der Zeit der 1960er und frühen 1970er Jahre. Maks Velo wurde für die Entwürfe des Pallati me kuba, des Burogebäudes der nationalen Nachrichtenagentur ATSH und einiger weiterer Bauten, die nicht den Vorgaben des Sozialistischen Realismus entsprachen und Elemente der europäischen Moderne, der Postmoderne und des Kubismus enthielten, von Künstlergremien und der Partei heftig kritisiert. In einem Zeitungsartikel vom 5. März 1972 wurde auf die hohen Baukosten verwiesen, womit sonst das Doppelte an Wohnraum geschaffen würde. Weiter wurde dem Architekten vorgeworfen, dass die Gestaltung „ungerechtfertigte Wohnungs- und Nutzungsflächen bezüglich Unterschiede in Größe und Form“ („Drita“) zur Folge hatte. Es würden nicht nur Balkone fehlen. Der „ausländische Einfluss habe auch die Funktion und die Fassade des Gebäudes beeinflusst“ („Drita“).

“The centrally located building would be a continuous provocation for the design style of that period.”

„Das Gebäude an zentraler Lage stellte eine ständige Provokation für den Designstil der Zeit dar.“

Den Vorwürfen ist entgegenzuhalten, dass für bedeutende Gebäude wie dieses damals nicht nur bedeutende Architekten engagiert wurden, sondern auch ausreichend Geld zur Verfügung gestellt wurde. Die Pläne wurden vor der Ausführung im Bauministerium und durch eine weitere Kommission kontrolliert.
Im September 1973 wurde Maks Velo in ein Dorf außerhalb von Tirana verbannt. 1978 wurde er dort verhaftet und wegen Agitation und Propaganda zu zehn Jahren Gefängnis und Minenarbeit im Lager von Spaç in Nordalbanien verurteilt. Seinem Kollegen Petraq Kolevica, der zwei andere Gebäude in Tirana gestaltet hatte, widerfuhr ein ähnliches Schicksal. In der Folge dauerte es über ein Jahrzehnt, bis albanische Architekten allmählich wieder westliche Einflüsse als Innovationen in ihre Konstruktionen einfließen ließen.
In der Wohnung im dritten Stock, in der von 1974 bis 1989 Ismail Kadare und seine Familie gewohnt haben, wurde 2019 das Museum Shtëpia Studio Kadare eröffnet, das dem Schriftsteller und seinem Werk gewidmet ist.
Ein weiterer prominenter Bewohner des Hauses war der Schriftsteller Dritëro Agolli.

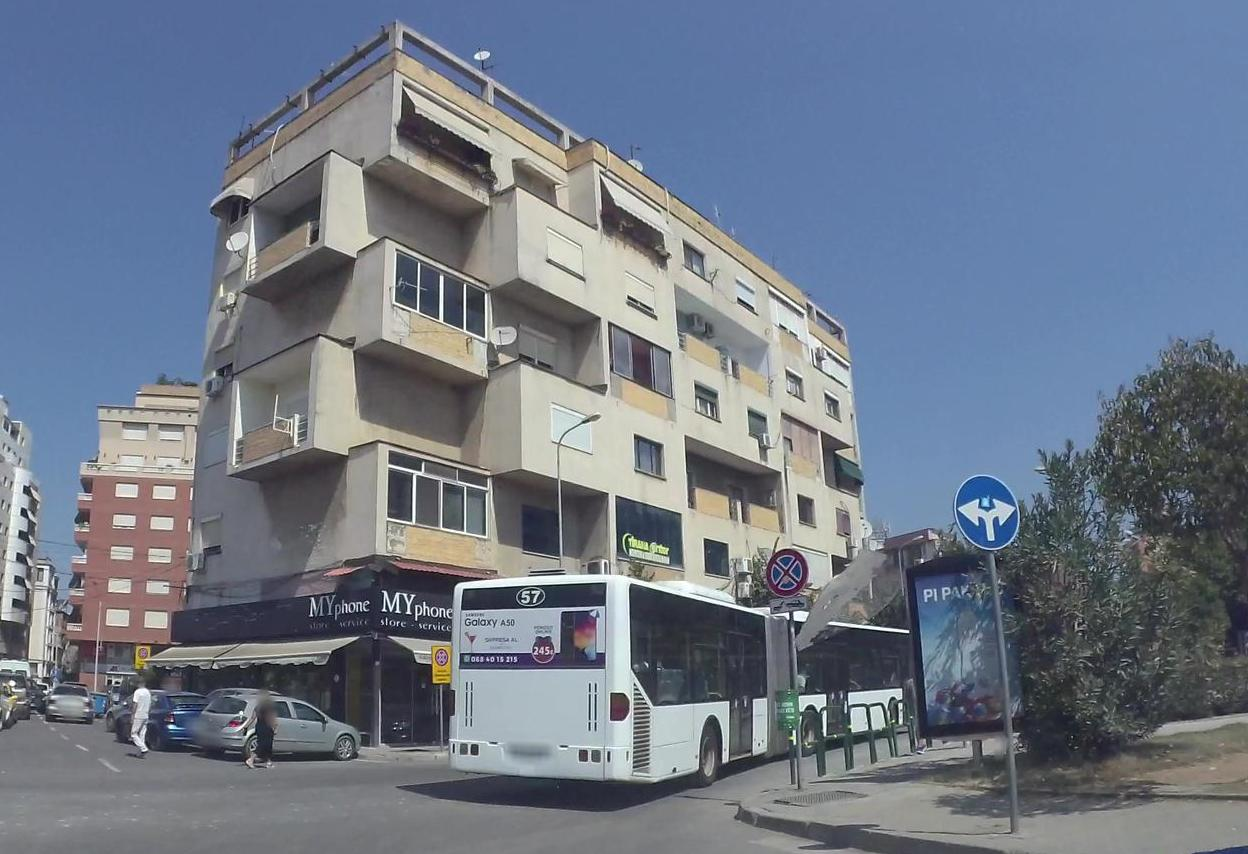
Der Bau in einer Aufnahme von 2019

Heute ist das Gebäude eher unauffällig und wirkt vernachlässigt. Verschiedene Wohnungseigentümer haben Umbauten vorgenommen, die das Erscheinungsbild des Baus beeinträchtigen. Ein ursprünglich angebautes Gebäude wurde für ein Straßenbauprojekt abgerissen, so dass das Pallati me kuba heute etwas isoliert dasteht.